# English Football League Two 2023-24
La English Football League Two 2023-24 (referida como Sky Bet League Two por motivos de patrocinio), fue la vigésima temporada de la EFL League Two y la temporada número 32 en su actual formato de división de liga, que corresponde a la cuarta categoría del fútbol inglés. Un total de 24 equipos disputaron la liga, incluyendo 18 equipos de la English Football League Two 2021-22, tres relegados de la League One 2022-23 y dos promovidos de la National League 2022-23.

## Ascensos y descensos
| Pos.  | a EFL One 2023-24 |
| ----- | ----------------- |
| 1.º   | Leyton Orient     |
| 2.º   | Stevenage         |
| 3.º   | Northampton Town  |
| Prom. | Carlisle United   |

| Pos. | a EFL League Two    |
| ---- | ------------------- |
| 21.º | Milton Keynes Dons  |
| 22.º | Morecambe           |
| 23.º | Accrington Stanley  |
| 24.º | Forest Green Rovers |

| Pos   | a League Two |
| ----- | ------------ |
| 1º    | Wrexham      |
| Prom. | Notts County |

| Pos | a National League |
| --- | ----------------- |
| 23º | Hartlepool United |
| 24º | Rochdale          |

## Información
| Equipo              | Localización        | Estadio                      | Capacidad |
| ------------------- | ------------------- | ---------------------------- | --------- |
| Accrington Stanley  | Accrington          | Crown Ground                 | 5,450     |
| AFC Wimbledon       | Londres (Wimbledon) | Plough Lane                  | 9,300     |
| Barrow              | Barrow-in-Furness   | Holker Street                | 5,045     |
| Bradford City       | Bradford            | Valley Parade                | 25,126    |
| Colchester United   | Colchester          | Colchester Community Stadium | 10,105    |
| Crawley Town        | Crawley             | Broadfield Stadium           | 5,996     |
| Crewe Alexandra     | Crewe               | Gresty Road                  | 10,153    |
| Doncaster Rovers    | Doncaster           | Keepmoat Stadium             | 15,231    |
| Forest Green Rovers | Nailsworth          | The New Lawn                 | 5,147     |
| Gillingham          | Gillingham          | Priestfield Stadium          | 11,582    |
| Grimsby Town        | Cleethorpes         | Blundell Park                | 9,052     |
| Harrogate Town      | Harrogate           | Wetherby Road                | 5,000     |
| Mansfield Town      | Mansfield           | Field Mill                   | 10,000    |
| Milton Keynes Dons  | Milton Keynes       | Stadium MK                   | 30,500    |
| Morecambe           | Morecambe           | Mazuma Stadium               | 6,476     |
| Newport County      | Newport             | Rodney Parade                | 7,850     |
| Notts County        | Nottingham          | Meadow Lane                  | 19,588    |
| Salford City        | Salford             | Moor Lane                    | 5,108     |
| Stockport County    | Stockport           | Edgeley Park                 | 10,841    |
| Sutton United       | Londres (Sutton)    | Gander Green Lane            | 5,013     |
| Swindon Town        | Swindon             | County Ground                | 15,728    |
| Tranmere Rovers     | Birkenhead          | Prenton Park                 | 16,789    |
| Walsall             | Walsall             | Bescot Stadium               | 11,300    |
| Wrexham             | Wrexham             | Racecourse Ground            | 10,771    |

## Localización

#### Condados de Inglaterra
| Condado                     | N.º | Equipos                         |
| --------------------------- | --- | ------------------------------- |
| Gran Londres                | 2   | AFC Wimbledon y Sutton United   |
| Gran Mánchester             | 2   | Salford City y Stockport County |
| Lancashire                  | 2   | Accrington Stanley y Morecambe  |
| Nottinghamshire             | 2   | Mansfield Town y Notts County   |
| Yorkshire del Norte         | 2   | Grimsby Town y Harrogate Town   |
| Buckinghamshire             | 1   | Milton Keynes Dons              |
| Cheshire                    | 1   | Crewe Alexandra                 |
| Cumbria                     | 1   | Barrow                          |
| Essex                       | 1   | Colchester United               |
| Gloucestershire             | 1   | Forest Green Rovers             |
| Kent                        | 1   | Gillingham                      |
| Tierras Medias Occidentales | 1   | Walsall                         |
| Sussex del Oeste            | 1   | Crawley Town                    |
| Wiltshire                   | 1   | Swindon Town                    |
| Yorkshire del Sur           | 1   | Doncaster Rovers                |
| Yorkshire del Oeste         | 1   | Bradford City                   |
| Merseyside                  | 1   | Tranmere Rovers                 |

#### Condados preservados de Gales
| Condado | N.º | Equipos        |
| ------- | --- | -------------- |
| Gwent   | 1   | Newport County |
| Clwyd   | 1   | Wrexham        |

## Clasificación
Los tres primeros equipos de la clasificación, ascendieron directamente a la EFL League One 2024-25, los clubes ubicados del cuarto al séptimo puesto disputaron un play-off para determinar un cuarto ascenso. Por otro lado, los dos equipos de peor ubicación en la tabla, descendieron directamente a la National League 2024-25.
| Pos. | Equipo                  | Pts. | PJ | G  | E  | P  | GF | GC | Dif. | Clasificación 2023-24                 |
| ---- | ----------------------- | ---- | -- | -- | -- | -- | -- | -- | ---- | ------------------------------------- |
| 1    | Stockport County (C, A) | 92   | 46 | 27 | 11 | 8  | 96 | 48 | +48  | Ascenso a la Football League One      |
| 2    | Wrexham (A)             | 88   | 46 | 26 | 10 | 10 | 89 | 52 | +37  | Ascenso a la Football League One      |
| 3    | Mansfield Town (A)      | 86   | 46 | 24 | 14 | 8  | 90 | 47 | +43  | Ascenso a la Football League One      |
| 4    | Milton Keynes Dons (X)  | 78   | 46 | 23 | 9  | 14 | 83 | 68 | +15  | Play-offs para la Football League One |
| 5    | Doncaster Rovers (X)    | 71   | 46 | 21 | 8  | 17 | 73 | 68 | +5   | Play-offs para la Football League One |
| 6    | Crewe Alexandra (X)     | 71   | 46 | 19 | 14 | 13 | 69 | 65 | +4   | Play-offs para la Football League One |
| 7    | Crawley Town (A)        | 70   | 46 | 21 | 7  | 18 | 73 | 67 | +6   | Play-offs para la Football League One |
| 8    | Barrow                  | 69   | 46 | 18 | 15 | 13 | 62 | 57 | +5   |                                       |
| 9    | Bradford City           | 69   | 46 | 19 | 12 | 15 | 61 | 59 | +2   |                                       |
| 10   | Wimbledon               | 65   | 46 | 17 | 14 | 15 | 64 | 51 | +13  |                                       |
| 11   | Walsall                 | 65   | 46 | 18 | 11 | 17 | 69 | 73 | −4   |                                       |
| 12   | Gillingham              | 64   | 46 | 18 | 10 | 18 | 46 | 57 | −11  |                                       |
| 13   | Harrogate Town          | 63   | 46 | 17 | 12 | 17 | 60 | 69 | −9   |                                       |
| 14   | Notts County            | 61   | 46 | 18 | 7  | 21 | 89 | 86 | +3   |                                       |
| 15   | Morecambe               | 58   | 46 | 17 | 10 | 19 | 67 | 81 | −14  |                                       |
| 16   | Tranmere Rovers         | 57   | 46 | 17 | 6  | 23 | 67 | 70 | −3   |                                       |
| 17   | Accrington Stanley      | 57   | 46 | 16 | 9  | 21 | 63 | 71 | −8   |                                       |
| 18   | Newport County          | 55   | 46 | 16 | 7  | 23 | 62 | 76 | −14  |                                       |
| 19   | Swindon Town            | 54   | 46 | 14 | 12 | 20 | 77 | 83 | −6   |                                       |
| 20   | Salford City            | 51   | 46 | 13 | 12 | 21 | 66 | 82 | −16  |                                       |
| 21   | Grimsby Town            | 49   | 46 | 11 | 16 | 19 | 57 | 74 | −17  |                                       |
| 22   | Colchester United       | 45   | 46 | 11 | 12 | 23 | 59 | 80 | −21  |                                       |
| 23   | Sutton United (D)       | 42   | 46 | 9  | 15 | 22 | 59 | 84 | −25  | Descenso a la National League         |
| 24   | Forest Green Rovers (D) | 42   | 46 | 11 | 9  | 26 | 44 | 78 | −34  | Descenso a la National League         |

Actualizado a los partidos jugados el 27 de abril de 2024.
 Fuente: EFL
Notas:
1. ↑  El Morecambe fue sancionado con la deducción de 3 puntos por una comisión independiente tras la no cumplir los acuerdos a los que llegó con la EFL para evitar sanciones por violaciones a las regulaciones de la liga[4]

## Play-Offs
- Los horarios corresponden al huso horario de verano británico (UTC+1).

### Cuadro
|  | Semifinales | Semifinales        | Semifinales | Semifinales     |   |   | Final        | Final | Final |  |
|  |             |                    |             |                 |   |   |              |       |       |  |
|  |             |                    |             |                 |   |   |              |       |       |  |
|  | 4           | Milton Keynes Dons | 0           | 1               |   |   |              |       |       |  |
|  | 4           | Milton Keynes Dons | 0           | 1               |   |   |              |       |       |  |
|  | 7           | Crawley Town       | 3           | 5               |   |   |              |       |       |  |
|  | 7           | Crawley Town       | 3           | 5               |   | 7 | Crawley Town | 2     |       |  |
|  |             |                    |             |                 |   | 7 | Crawley Town | 2     |       |  |
|  |             |                    | 6           | Crewe Alexandra | 0 |   |              |       |       |  |
|  | 5           | Doncaster Rovers   | 6           | Crewe Alexandra | 0 | 2 | 0 (3)        |       |       |  |
|  | 5           | Doncaster Rovers   |             |                 |   | 2 | 0 (3)        |       |       |  |
|  | 6           | Crewe Alexandra    | 0           | 2 (4)           |   |   |              |       |       |  |
|  | 6           | Crewe Alexandra    | 0           | 2 (4)           |   |   |              |       |       |  |
|  |             |                    |             |                 |   |   |              |       |       |  |

### Semifinales
| Ida; 7 de mayo de 2024 | Crawley Town                          | 3–0     | Milton Keynes Dons | Broadfield Stadium, Crawley                          |                                                      |
| 19:30                  | Kelly 5' · Williams 45+1' · Darcy 65' | Reporte |                    | Asistencia: 5564 espectadores Árbitro(s): Ross Joyce | Asistencia: 5564 espectadores Árbitro(s): Ross Joyce |

| Vuelta; 11 de mayo de 2024 | Milton Keynes Dons | 1–5 (Global 1–8) | Crawley Town                                   | Stadium MK, Milton Keynes                                   |                                                             |
| 20:00                      | Dean 45+1'         | Reporte          | Williams 3' · Orsi 30', 48', 90+2' · Roles 80' | Asistencia: 10 053 espectadores Árbitro(s): Seb Stockbridge | Asistencia: 10 053 espectadores Árbitro(s): Seb Stockbridge |

| Ida; 6 de mayo de 2024 | Crewe Alexandra | 0–2     | Doncaster Rovers           | Gresty Road, Crewe                                         |                                                            |
| 17:30                  |                 | Reporte | Molyneux 34' · Biggins 48' | Asistencia: 8220 espectadores Árbitro(s): Sunny Singh Gill | Asistencia: 8220 espectadores Árbitro(s): Sunny Singh Gill |

| Vuelta; 10 de mayo de 2024 | Doncaster Rovers                                   | 0–2 (t. s.)(3–4 p.)(Global 2–2) | Crewe Alexandra                                      | Keepmoat Stadium, Doncaster                              |                                                          |
| 20:00                      |                                                    | Reporte                         | Demetriou 6' · Maxwell 16'                           | Asistencia: 12 889 espectadores Árbitro(s): Scott Oldham | Asistencia: 12 889 espectadores Árbitro(s): Scott Oldham |
|                            |                                                    | Tiros desde el punto penal      |                                                      |                                                          |                                                          |
|                            | Ironside · Westbrooke · Miller · Bailey · Adelakun |                                 | Baker-Richardson · Demetriou · Cooney · Leigh · Kirk |                                                          |                                                          |

### Final
| 19 de mayo de 2024 | Crawley Town         | 2–0     | Crewe Alexandra | Estadio de Wembley, Londres                           |                                                       |
| 13:00              | Orsi 41' · Kelly 85' | Reporte |                 | Asistencia: 33 341 espectadores Árbitro(s): Ben Toner | Asistencia: 33 341 espectadores Árbitro(s): Ben Toner |

|  | v.s |